# Tettigometridae
Tettigometridae Germar, 1821, è una famiglia comprendente insetti dell'ordine dei Rincoti Omotteri. È uno dei più piccoli raggruppamenti all'interno della superfamiglia dei Fulgoroidei.

## Descrizione
I Tettigometridae sono insetti abbastanza simili ai Flatidae. Differiscono marcatamente da tutti gli altri Fulgoroidei per alcuni caratteri morfologici del capo: la fronte non è provvista di carene laterali e gli ocelli laterali sono disposti apparentemente nella regione frontale. Il flagello delle antenne è inoltre segmentato e non filiforme come nel resto della superfamiglia.
Le ali anteriori hanno il clavo non granulato, elemento di determinazione che permette un'ulteriore distinzione dai Flatidi.

## Sistematica
I Tettigometridae sono rappresentati da circa 60 specie ripartite fra 12 generi:
- Apohilda
- Cyranometra
- Euphyonarthex
- Hilda
- Hildadina
- Megahilda
- Mesohilda
- Parahilda
- Phalix
- Plesiometra
- Raatzbrockmannia
- Tettigometra

## Distribuzione e habitat
La famiglia è rappresentata principalmente in Europa, Africa e America. Poche specie sono presenti in Asia mentre è del tutto assente in Australia e Nuova Zelanda.
Il genere più ricco è Tettigometra, presente anche in Italia con diverse specie, la maggior parte presenti nell'Italia meridionale e insulare. Endemiche dell'Italia meridionale sono Tettigometra atrovirens e Tettigometra psittacina. Specie di interesse agrario, per occasionali attacchi, sono Tettigometra picta, sugli agrumi, e Tettigometra obliqua, sull'olivo. Si tratta comunque di avversità di importanza limitata.